# Kimani Maruge
Kimani Ng'ang'a Maruge (1920 - 14 de agosto de 2009, Kenia) se matriculó en primer grado el 12 de enero de 2004 a la edad de 84 años, siendo el escolar más viejo del mundo. Por ello fue elegido como imagen de la ONU para promover la educación gratuita y universal. Pese a que no tenía documentos para comprobar su edad, Maruge creía que nació en 1920.

## En la escuela
Maruge asistió a la Escuela Primaria Kapkenduiywo en Eldoret, Kenia. Maruge explicó que fue el anuncio del gobierno pro
e modelo, fue elegido jefe de su año por los niños de la escuela.
En septiembre de 2005, Maruge subió a un avión por primera vez en su vida, y se dirigió a Nueva York para concurrir a la Cumbre de las Naciones Unidas para el Desarrollo del Milenio sobre la importancia de la educación primaria gratuita.

## Vida
En los años cincuenta había combatido con la guerrilla Mau Mau para liberar Kenia de los británicos, que mataron a dos de sus hijos y le cortaron un dedo tras una maratoniana sesión de tortura. Vivió en la pobreza y gran parte de su familia murió por el hambre y las epidemias.

## Robo
La propiedad de Maruge fue robada durante el bienio 2007-2008 debido a la discutida reelección del presidente Mwai Kibaki en 2007 y a la violencia postelectoral, y él pensó abandonar la escuela. A principios de 2008 vivió en un campo de refugiados, donde se convierte en una pequeña celebridad, a cuatro kilómetros de su escuela, pero todavía asiste a clases todos los días. En junio de 2008, se traslada a la capital, Nairobi. En junio de 2008, Maruge se vio obligado a retirarse de la escuela y a trasladarse a una casa de retiro para jubilados. Sin embargo, poco después, el 10 de junio de 2008, Maruge se inscribe nuevamente en el 6 º grado en la escuela primaria Marura, ubicada en el área Kariobangi, de Nairobi.

## Cine
Se filmó una película sobre Kimani Maruge, protagonizada por Oliver Litondo y Naomie Harris titulada "The First Grader", la cual fue estrenada el 13 de mayo de 2011. La película de producción británica fue filmada en paisajes en el Valle del Rift en Kenia, a pesar de informes anteriores de que sería filmada en Sudáfrica. Al respecto el director Justin Chadwick dijo: "Podríamos haber filmado en Sudáfrica, pero Kenia, tiene una energía increíble, inexplicable - inherente a los niños, y a las personas sobre las que estabamos haciendo la película."

## El bautismo
El domingo 24 de mayo de 2009, Maruge fue bautizado en la Iglesia Católica de la Santísima Trinidad en Kariobangi, y tomó el nombre cristiano, Stephen. Ya para esa época Maruge se trasladaba en silla de ruedas. Maruge era viudo, y bisabuelo (dos de sus 30 nietos asistieron a la misma escuela que él). Maruge combatió en el levantamiento Mau Mau contra los colonizadores británicos en la década de 1950.

## Muerte
Maruge murió el 14 de agosto de 2009 de cáncer de estómago, en la Casa de Cheshire para Ancianos en Nairobi. Fue enterrado en su granja en Subukia.